# Eulasiona comstocki
Eulasiona comstocki är en tvåvingeart som beskrevs av Townsend 1892. Eulasiona comstocki ingår i släktet Eulasiona och familjen parasitflugor. Inga underarter finns listade i Catalogue of Life.